# Trường Đại học Tiền Giang
Trường Đại học Tiền Giang (tiếng Anh: Tien Giang University, viết tắt: TGU) là một trường đại học công lập đa ngành, định hướng ứng dụng, tọa lạc tại thành phố Mỹ Tho, tỉnh Tiền Giang. Trường được thành lập vào năm 2005 trên cơ sở sáp nhập Trường Cao đẳng Sư phạm Tiền Giang và Trường Cao đẳng Cộng đồng Tiền Giang, đóng vai trò là trung tâm đào tạo nguồn nhân lực, nghiên cứu khoa học và chuyển giao công nghệ quan trọng của tỉnh và các vùng lân cận.

## Lịch sử
Trường Đại học Tiền Giang được thành lập theo quyết định số 132/2005/QĐ-TTg ngày 06/06/2005 của Thủ tướng Chính phủ, trên cơ sở hợp nhất Trường Cao đẳng Sư phạm Tiền Giang (thành lập 09/1997) và Trường Trung học sư phạm mà tiền thân là 4 trường Sư phạm của tỉnh được thành lập từ sau ngày miền Nam hoàn toàn giải phóng) và Trường Cao đẳng Cộng đồng Tiền Giang (thành lập 08/2000, trên cơ sở hợp nhất Trung tâm Đào tạo và Bồi dưỡng tại chức liên tỉnh gồm Tiền Giang, Long An, Bến Tre mà tiền thân là Viện Đại học Cộng đồng Tiền Giang ra đời 1971 và Trường Công nhân Kỹ thuật Tiền Giang).

## Ý nghĩa logo và slogan[3]
- Dòng chữ "Trường Đại học Tiền Giang – Tien Giang University" bao quanh vòng tròn thể hiện sự "hội nhập" của trường.
- Cuốn tập mở ra với nhiều đường nét vươn lên tượng trưng cho sự đa dạng về ngành nghề và lĩnh vực đào tạo của nhà trường.
- Hình lục giác kết cấu dạng tổ ong tượng trưng cho sự liên kết chặt chẽ và vững chắc, đồng thời thể hiện sự cần mẫn chăm chỉ, sáng tạo của thầy và trò nhà trường vì sự nghiệp giáo dục.
- Cánh hoa khoa học với kết cấu dạng tổ ong, bên trong có chấm tròn thể hiện cho đỉnh cao mà nhà trường đang vươn tới.
- Hình ảnh những gợn sóng nước nhấp nhô với hai chữ T, G thể hiện sự năng động, hòa nhập và sức lan tỏa ra bên ngoài xã hội của một trường đại học vùng sông nước Cửu Long.
- Slogan mang dòng chữ "Thiết thực - Hiệu quả" thể hiện một phương châm xuyên suốt trong hoạt động đào tạo của nhà trường là thiết thực, hiệu quả, gắn với nhu cầu của xã hội và sự phát triển cộng đồng.

## Chất lượng đào tạo
Đại học Tiền Giang đã được hệ thống Đại học Quốc gia kiểm định và chứng nhận về chất lượng đào tạo vào năm 2017.

## Các phòng ban
1. Phòng Tổ chức – Hành chính
2. Phòng Quản lý Đào tạo
3. Phòng Giáo dục Thường xuyên
4. Phòng Tài vụ
5. Phòng Quản trị thiết bị
6. Phòng Thanh tra – Pháp chế
7. Phòng Công tác Chính trị Sinh viên
8. Phòng Quản lý khoa học và Hợp tác quốc tế

## Các khoa
1. Khoa Khoa học Tự nhiên
2. Khoa Khoa học xã hội và nhân văn
3. Khoa Kỹ thuật Công nghiệp
  1. Bộ môn Điện – Điện tử
  2. Bộ môn Cơ khí
  3. Bộ môn Công nghệ May
4. Khoa Kỹ thuật Xây dựng
5. Khoa Công nghệ Thông tin
6. Khoa Kỹ thuật Nông nghiệp & Công nghệ thực phẩm
7. Khoa Sư phạm – KHCB
8. Khoa Kinh tế – Luật
9. Khoa Lý luận chính trị
10. Giáo dục thể chất và quốc phòng

## Các trung tâm và ban
1. Trung tâm Thông tin – Thư viện
2. Trung tâm Khảo thí & đảm bảo chất lượng giáo dục
3. Trung tâm Hỗ trợ sinh viên & Quan hệ Doanh nghiệp
4. Trung tâm ứng dụng kỹ thuật và chuyển giao công nghệ
5. Trung tâm Tin học – Ngoại ngữ

## Các ngành đào tạo
Hệ đại họcː
- Sư phạm toán học
- Sư phạm Ngữ văn
- Sư phạm Vật lý
- Giáo dục tiểu học
- Kế toán
- Quản trị kinh doanh
- Tin học
- Công nghệ kỹ thuật xây dựng
- Công nghệ thực phẩm
- Nuôi trồng thủy sản
- Công nghệ Kỹ thuật Cơ Khí
- Công nghệ Kỹ thuật Điều khiển và Tự động hóa
- Công nghệ Kỹ thuật Cơ điện tử
- Công nghệ Kỹ thuật Điện tử – Tin học Công nghiệp
- Công nghệ Sinh học
- Khoa học Cây Trồng
- Du lịch
- Luật
- Văn hóa học
- Văn học.

Hệ cao đẳngː
- Giáo dục mầm non
- Thư viện thông tin
- Công nghệ thông tin
- Công nghệ thực phẩm
- Công nghệ ô tô
- Công nghệ kỹ thuật điện, điện tử
- Công nghệ Kỹ thuật Cơ Khí
- Xây dựng dân dụng và công nghiệp
- Công nghệ may
- Nuôi trồng thủy sản
- Phát triển nông thôn
- Sư phạm Âm nhạc
- Sư phạm Mĩ thuật
- Sư phạm ngữ văn
- Sư phạm Tiếng Anh

Hệ trung cấpː
- Công nghệ thông tin
- Điện tử dân dụng
- Cơ khí động lực
- Công nghệ hàn
- Kỹ thuật cắt gọt
- Cơ khí bảo trì thiết bị điện công nghiệp
- Bảo trì điện công nghiệp và dân dụng
- Bảo trì điện lạnh dân dụng
- Xây dựng dân dụng và Công nghiệp
- Công nghệ cắt may
- Quản trị nhà hàng

## Cơ sở vật chất
Trường hiện tồ chức đào tạo tại hai cơ sở:
- Cơ sở chính: địa chỉ tại số 119, đường Ấp Bắc, phường 5, thành phố Mỹ Tho, tỉnh Tiền Giang.
- Cơ sở 2: xã Thân Cửu Nghĩa, huyện Châu Thành, tỉnh Tiền Giang.[5]